# Гуґо Сельстрем
Гуґо Сельстрем (швед. Hugo Sällström, 15 грудня 1870 — 19 лютого 1951) — шведський яхтсмен.
Срібний призер Олімпійських Ігор 1912 року в класі 12 метрів.